# Негославице (гмина)
Негославице (пол. Niegosławice) — сельская гмина (волость) в Польше, входит как административная единица в Жаганьский повет, Любушское воеводство. Население — 4716 человек (на 2004 год).

## Сельские округа
1. Буковица
2. Госцешовице
3. Кшивчице
4. Мыцелин
5. Негославице
6. Нова-Яблона
7. Пшецлав
8. Рудзины
9. Стара-Яблона
10. Суха-Дольна
11. Зимна-Бжезница

## Соседние гмины
1. Гмина Гавожице
2. Гмина Нове-Мястечко
3. Гмина Пшемкув
4. Гмина Шпротава
5. Гмина Жуковице